# Муди (остров, Нунавут)

Остров Муди (на английски: Moodie Island) е 75-ият по големина остров в Канадския арктичен архипелаг. Площта му е 233 км2, която му отрежда 103-то място сред островите на Канада. Административно принадлежи към канадската територия Нунавут. Необитаем.
Островът се намира на североизток от п-ов Хол, един от трите големи полуострова в югоизточната част на остров Бафинова земя, в южната част на залива Камбърленд. На запад, юг и югоизток протока Литълкот, с ширина съответно 2,8, 0,3 и 2,6 км го отделя от бреговете на п-ов Хол. На 3,9 км на изток се намира по-малкия остров Джаксън.
Бреговата линия с дължина 172 км е изключително силно разчленена, особено по източното и северното крайбрежие на острова, където в сушата дълбоко се врязват няколко фиорда. Островът има удължена форма от североизток на югозапад, наподобяваща кленов лист с дължина 31 км, а максималната му ширина е 13 км.
Релефът на острова е хълмист и нископланински с максимална височина до 715 м. Бреговете са стръмни, а западните дори отвесни. Целият остров е осеян с множество малки езера в котловинните понижения, а по високите части има малки постоянни ледници.
Северното крайбрежие на Муди е открито в края на юли 1587 г. от английския полярен мореплавател Джон Дейвис, но много по-късно от други изследователи е доказано островното му положение.